# St. Felizitas (Weinhausen)

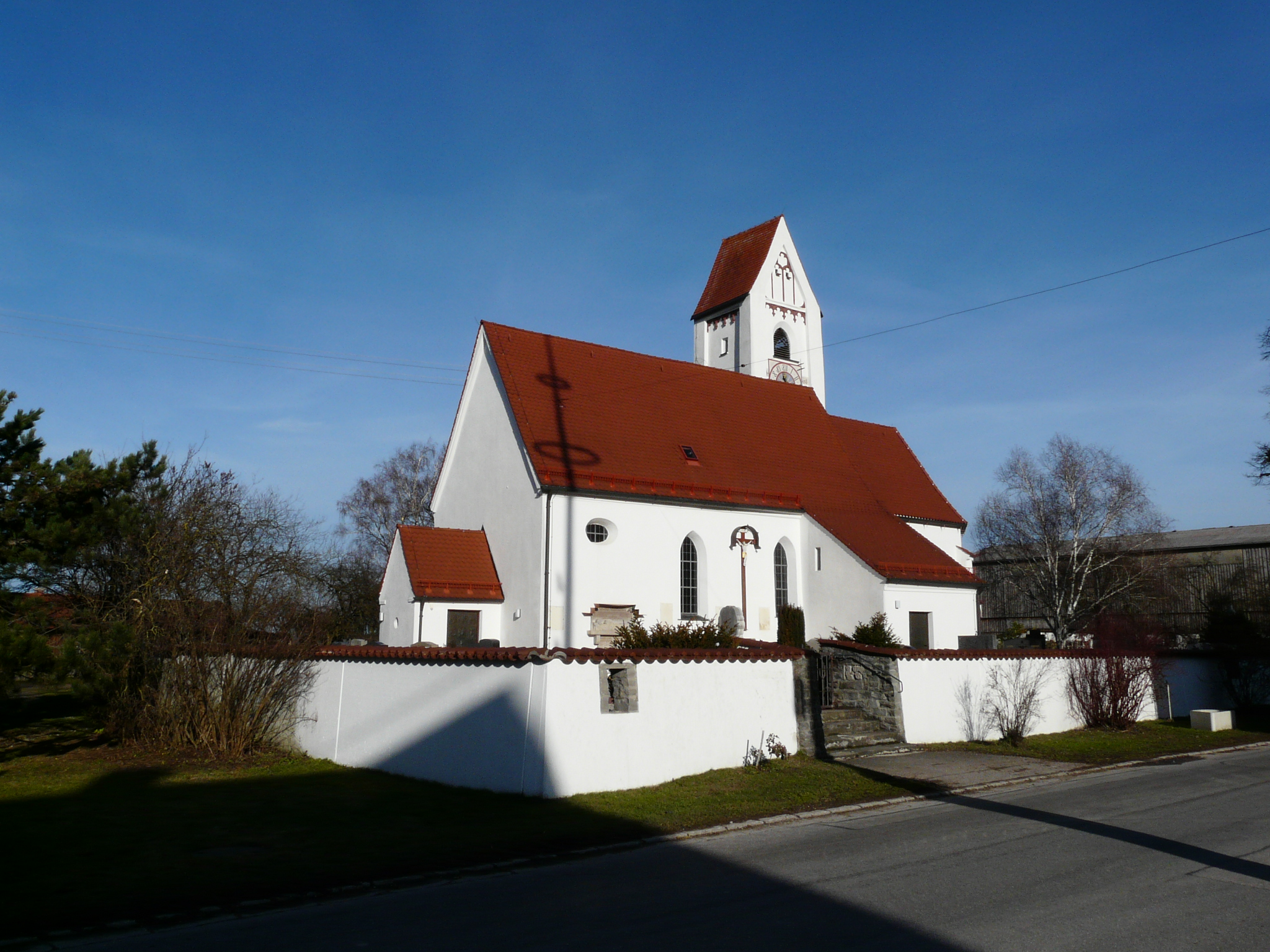
St. Felizitas in Weinhausen

Die römisch-katholische Filialkirche St. Felizitas steht in Weinhausen, einem Gemeindeteil von Jengen im schwäbischen Landkreis Ostallgäu von Bayern. Das Bauwerk ist in der Liste der Baudenkmäler in Jengen als Baudenkmal unter der Nr. D-7-77-140-22 eingetragen. Die Kirche gehört zum Dekanat Kaufbeuren des Bistums Augsburg.

## Beschreibung
Die spätgotische Saalkirche wurde Mitte des 15. Jahrhunderts erbaut und wurde im 18. Jahrhundert und um 1890 verändert. Sie besteht aus einem Langhaus, einem eingezogenen Chor im Nordosten mit Fünfachtelschluss und einem Chorflankenturm an der Nordwestwand des Chors. Der Innenraum des Langhauses ist mit einer Flachdecke überspannt, der des Chors mit einem Netzgewölbe. Die Kirchenausstattung stammt von 1965/67. Auf dem Antependium ist Felicitas und ihre Söhne dargestellt.